# Beni Aziz
Aït Aziz anciennement Chevreul durant la colonisation, est une agglomération chef-lieu de commune et siège de daïra dans la wilaya de Sétif.

## Géographie
Beni Aziz est située à 50 km au nord-est du chef-lieu de la wilaya de Sétif sur la route reliant El Eulma à Jijel dans la région montagneuse des Babors en Petite Kabylie.
| Serdj El Ghoul. | Boudriaa Ben Yadjis, (Wilaya de Jijel) | Ain Sebt |
| Serdj El Ghoul  | Beni Aziz                              | Ain Sebt |
| Dehamcha        | Dehamcha, Maaouia                      | Maaouia  |

## Histoire
Fondée en 1898 à l'époque de la colonisation française, elle a été nommée Chevreul en l'honneur du chimiste français Michel-Eugène Chevreul. Elle s'est ensuite nommée Arbaoun jusqu'en 1984. Elle est connue pour être le site historique médiéval d'Ikjan capital de la tribu berbère Kutamas.
À 7 km au nord de Beni Aziz se trouve le site archéologique d'Ikjan. Les fouilles archéologiques effectuées à l’époque coloniale mis en évidence une première couche relevant de la civilisation islamique, une deuxième couche de la civilisation antique et une troisième de l’ère pré romaine.
En l'an 893, un prédicateur d'obédience  (dâ`i) ismaélien, Abû `Abd Allâh ach-Chî'î arrive de La Mecque où il a rencontré quelques berbères kutamas chez qui il a pressenti une possibilité de recruter des disciples. Ces berbères manifestent leur désir d'indépendance à l'égard des Aghlabides, première dynastie arabe régnant sur l'Afrique au nom du calife abbasside Al-Muʿtadhid.
Abû `Abd Allâh prépare l'arrivée au pouvoir du onzième imam ismaélien `Ubayd Allah al-Mahdî fondateur de la dynastie fatimide en remplacement des Aghlabides. Après avoir accompli sa tâche, Abû `Abd Allah poussé par son frère se met à comploter contre le calife qu'il a en quelque sorte créé. `Ubayd Allah fait mettre à mort un certain nombre de chefs kutamas devenus rebelles puis fait exécuter Abû `Abd Allah et son frère le 18 février 911.

## Toponymie
À l'époque de la colonisation française, elle a été nommée Chevreul en l'honneur du chimiste français Michel-Eugène Chevreul.

## Administration et territoire
La daïra de Beni Aziz a une superficie de 231 km2 et plus de 43 000 habitants et comprend les communes suivantes : Beni Aziz, Aïn Sebt, Maouia.

## Personnalités liées à la commune
- Chérif Benhabyles, intellectuel et homme politique français, sénateur de Constantine, y est né le 25 décembre 1891
- Abdelmalek Benhabylès, diplomate et homme politique algérien, y est né le 27 avril 1921

### Liens externes

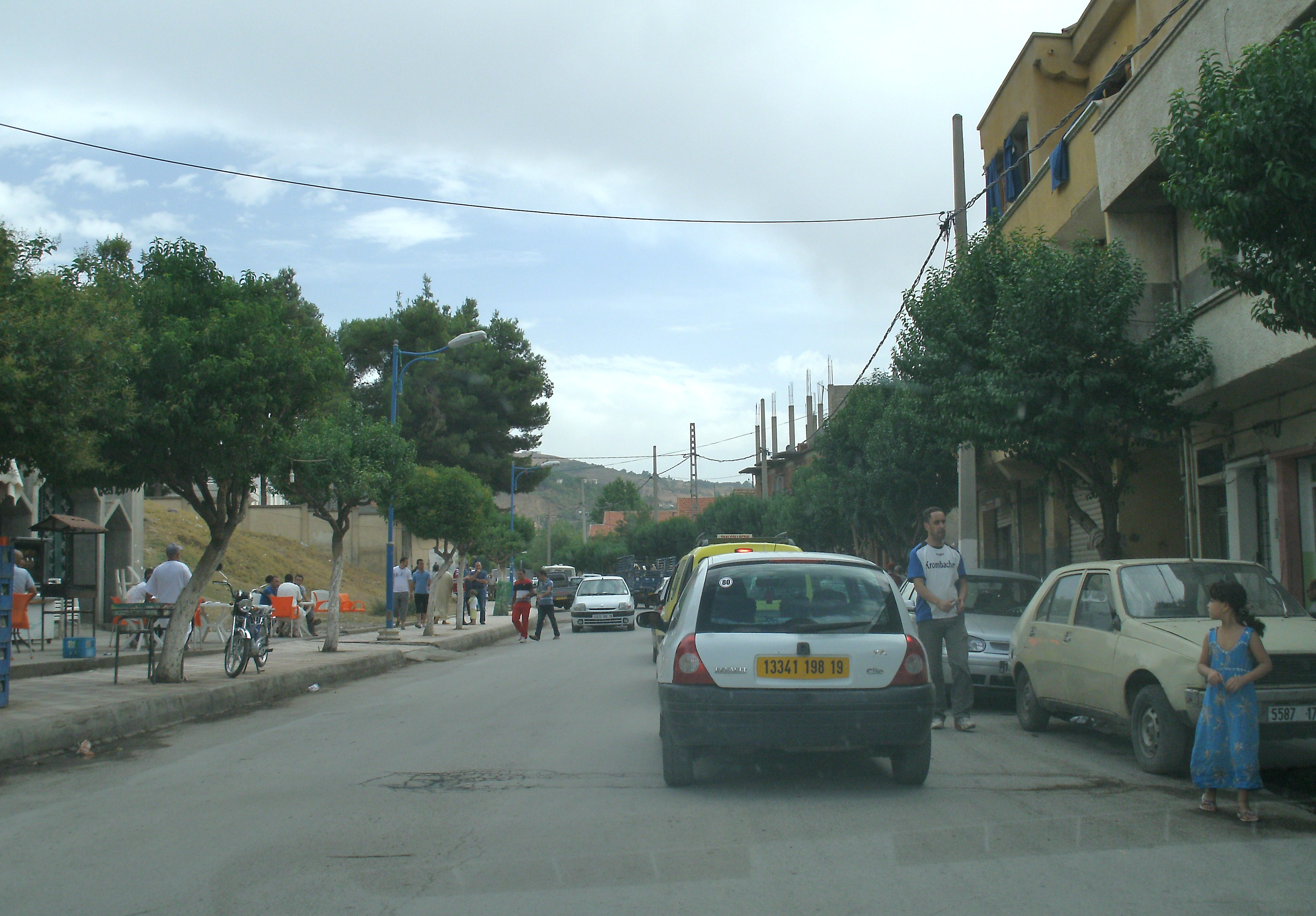
Le centre de Beni Aziz